# Leah Pinsent
Leah Pinsent (Toronto, 20 settembre 1968) è un'attrice canadese. È figlia d'arte degli attori Gordon Pinsent e Charmion King (deceduta nel 2007). È sposata in seconde nozze con l'attore Peter Keleghan.

## Filmografia

### Cinema
- Il ragazzo della baia (The Bay Boy), regia di Daniel Petrie (1984)
- Pesce d'aprile (April Fool's Day), regia di Fred Walton (1986)
- Brutal Glory, regia di Koos Roets (1989)
- Dick Richards, regia di Brennan Howard e Anna Vincent - cortometraggio (1996)
- Virus, regia di Allan A. Goldstein (1996)
- Waking the Dead, regia di Keith Gordon (2000)
- Tu non ucciderai! (20:13 Thou Shalt not kill), regia di John Bradshaw (2000)
- A Promise, regia di Brett Sullivan - cortometraggio (2002)
- Burnt Toast: The Traffic Jam, regia di Larry Weinstein - cortometraggio (2004)
- 1st Bite, regia di Hunt Hoe (2006)
- Eating Buccaneers, regia di Bill Keenan (2008)
- The Bend, regia di Jennifer Kierans (2011)
- Wet Bum, regia di Lindsay MacKay (2014)
- Big News from Grand Rock, regia di Daniel Perlmutter (2014)
- Wickensburg, regia di Richard Boddington (2022)
- La ragazza più fortunata del mondo (Luckiest Girl Alive), regia di Mike Barker (2022)

### Televisione
- Glory Enough for All, regia di Eric Till – film TV (1988)
- Shades of Love: The Emerald Tear, regia di Mort Ransen – film TV (1988)
- Haute tension – serie TV, 1 episodio (1990)
- Piccoli rapitori (The Little Kidnappers), regia di Donald Shebib – film TV (1990)
- Sweating Bullets – serie TV, episodio 2x06 (1991)
- Oltre la realtà (Beyond Reality) – serie TV, episodio 1x16 (1992)
- La signora in giallo (Murder, She Wrote) – serie TV, episodio 9x01 (1992)
- Side Effects – serie TV, episodio 1x04 (1994)
- Marito e bugiardo (Lies He Told), regia di Larry Elikann – film TV (1997)
- PSI Factor (Psi Factor: Chronicles of the Paranormal) – serie TV, episodio 1x17 (1997)
- More Tears – serie TV (1998)
- Win, Again!, regia di Eric Till – film TV (1999)
- All Souls – serie TV, episodio 1x06 (2001)
- Volo 534 - Panico ad alta quota (Rough Air: Danger on Flight 534), regia di Jon Cassar – film TV (2001)
- Escape from the Newsroom, regia di Ken Finkleman – film TV (2002)
- Made in Canada – serie TV, 65 episodi (1998-2003)
- Alla corte di Alice (This Is Wonderland) – serie TV, episodio 2x12 (2005)
- Our Fathers, regia di Dan Curtis – film TV (2005)
- Burnt Toast, regia di Larry Weinstein – film TV (2005)
- Heyday!, regia di Gordon Pinsent – film TV (2006)
- Puppets Who Kill – serie TV, episodio 4x10 (2006)
- ReGenesis – serie TV, 5 episodi (2007)
- Republic of Doyle – serie TV, episodio 1x06 (2010)
- 18 to Life – serie TV, episodio 2x07 (2011)
- Sunshine Sketches of a Little Town, regia di Don McBrearty – film TV (2012)
- Flashpoint – serie TV, episodio 5x10 (2012)
- The Best Laid Plans – serie TV, episodi 1x03-1x04-1x05 (2014)
- I misteri di Murdoch (Murdoch Mysteries) – serie TV, episodi 4x11-15x08-17x17 (2011-2024)

## Doppiatrici italiane
Nelle versioni in italiano delle opere in cui ha recitato,Leah Pinset è stata doppiata da:
- Laura Boccanera in Il ragazzo della baia